# 安秉範
安秉範（韓語：안병범；1890年—1950年7月29日），別名安鐘寅（韓語：안종인），創氏改名時日本名稱為龜村貞信。前大日本帝國陸軍及大韓民國陸軍軍人，最終階級為日本軍大佐、韓國軍少尉。他的次子安光銖為日本陸軍少尉（陸士58期）和韓國陸軍預備准將。

## 經歷
他出身首爾桂洞，李氏朝鮮末期時前往日本陸軍幼年學校留學，1914年於日本陸軍士官学校第26期生畢業，後成為李垠手下武官。
1933年晉升少佐，1939年升中佐，1943年升大佐，1948年加入大韓民國陸軍，任首都防衛隊参謀103旅團長。
1950年6月25日朝鮮戰爭開始後，安秉範在朝鮮人民軍向首爾猛烈進攻時未能逃出首尔，7月29日在仁王山切腹自盡，死後追叙准將，埋葬國立首爾顯忠院。他的兩個兒子也在朝鮮戰爭中陣亡。

## 死後之評價
在2008年韓國民族問題研究所發表的親日派目錄中軍人部門，他是其中一人。